# Теренколский сельский округ
Теренколский сельский округ — административно-территориальное образование в Казталовском районе Западно-Казахстанской области.

## Административное устройство
1. село Нурсай
2. село Беспишен
3. село Мереке